# Peter Schönfelder
Peter Schönfelder, o Schoenfelder (Breshau, 29 de abril de 1940-Pentling, 2020) fue un botánico, fitogeógrafo alemán. Fue profesor emérito de Geobotánica en la Universidad de Ratisbona, especialista en flora del Mediterráneo y de las islas Canarias desde 1966.
Su área de interés fueron las Espermatófitas.

## Algunas publicaciones
- Ingrid y Peter Schönfelder: Kosmos-Atlas Mittelmeer-und Kanarenflora über 1600 Pflanzenarten. Stuttgart 1994, ISBN 3-440-06223-6
- Ingrid y Peter Schönfelder: Die Kosmos-Mittelmeerflora. Franckh Verlag Stuttgart 1984. ISBN 3-440-05300-8
- Ingrid y Peter Schönfelder: Das neue Handbuch der Heilpflanzen. Kosmos-Verlag Stuttgart 2004. ISBN 3-440-09387-5
- Peter y Ingrid Schönfelder: Die neue Kosmos-Mittelmeerflora. Franckh-Kosmos-Verlag Stuttgart, 2008. ISBN 978-3-440-10742-3
- Peter y Ingrid Schönfelder: Die Kosmos-Kanarenflora. Franckh-Kosmos-Verlag Stuttgart 1997. ISBN 3-440-06037-3
- Ralf Jahn, Peter Schönfelder. Exkursionsflora für Kreta. Verlag Eugen Ulmer, Stuttgart 1995. ISBN 3-8001-3478-0
- Henning Haeupler, Peter Schönfelder (eds.) Atlas der Farn- und Blütenpflanzen der Bundesrepublik Deutschland. Verlag Eugen Ulmer, Stuttgart,1988. ISBN 3-8001-3434-9
- Peter Schönfelder, Andreas Bresinsky u.a. Verbreitungsatlas der Farn- und Blütenpflanzen Bayerns. Verlag Eugen Ulmer, Stuttgart 1990. ISBN 3-8001-3455-1

- La abreviatura «P.Schoenf. o P.Schönfelder» se emplea para indicar a Peter Schönfelder como autoridad en la descripción y clasificación científica de los vegetales.[3]